# Міжконтинентальний кубок з футболу 1965
Міжконтинентальний кубок з футболу 1965 — 6-й розіграш турніру. Матчі відбулись 8 і 15 вересня 1965 року між переможцем Кубка європейських чемпіонів 1964—1965 італійським «Інтернаціонале» та переможцем Кубка Лібертадорес 1965 аргентинським «Індепендьєнте». За підсумками обох ігор, набравши три очки титул володаря Міжконтинентального кубка вдруге поспіль здобув «Інтернаціонале».

## Команди
| Команда        | Кваліфікація                                      | Попередні участі* |
| -------------- | ------------------------------------------------- | ----------------- |
| Інтернаціонале | переможець Кубка європейських чемпіонів 1964—1965 | 1964              |
| Індепендьєнте  | переможець Кубка Лібертадорес 1965                | 1964              |

* жирним позначено переможні роки.

## Матчі

### Перший матч
| 8 вересня 1965 |

| Інтернаціонале            | 3:0      | Індепендьєнте |
| ------------------------- | -------- | ------------- |
| Пейро 3' Маццола 22', 59' | Протокол |               |

| Сан-Сіро, Мілан Глядачів: 60 000 Арбітр: Рудольф Крайтлайн |

|  |  |

| В                |  | Джуліано Сарті    |
| З                |  | Тарчізіо Бурньїч  |
| З                |  | Джачінто Факкетті |
| З                |  | Джанфранко Бедін  |
| З                |  | Арістіде Гварнері |
| ПЗ               |  | Армандо Піккі     |
| ПЗ               |  | Сандро Маццола    |
| ПЗ               |  | Жаїр да Коста     |
| Н                |  | Хоакін Пейро      |
| Н                |  | Луїс Суарес       |
| Н                |  | Маріо Корсо       |
| Головний тренер: |  |                   |
| Еленіо Еррера    |  |                   |

| В                |  | Мігель Анхель Санторо |
| З                |  | Рубен Маріно Наварро  |
| З                |  | Рікардо Павоні        |
| З                |  | Давід Асеведо         |
| З                |  | Хуан Карлос Гусман    |
| ПЗ               |  | Роберто Феррейро      |
| ПЗ               |  | Рауль Бернао          |
| ПЗ               |  | Вісенте де ла Мата    |
| Н                |  | Роке Аваллай          |
| Н                |  | Маріо Родрігес        |
| Н                |  | Рауль Савой           |
| Головний тренер: |  |                       |
| Мануель Джудіче  |  |                       |

### Повторний матч
| 15 вересня 1965 |

| Індепендьєнте | 0:0      | Інтернаціонале |
| ------------- | -------- | -------------- |
|               | Протокол |                |

| Ла Добле Вісера, Авельянда Глядачів: 55 185 Арбітр: Артуро Ямасакі |

|  |  |

| В                |  | Мігель Анхель Санторо |
| З                |  | Рубен Маріно Наварро  |
| З                |  | Рікардо Павоні        |
| З                |  | Роберто Феррейро      |
| З                |  | Томас Барріос         |
| ПЗ               |  | Хуан Карлос Гусман    |
| ПЗ               |  | Рауль Бернао          |
| ПЗ               |  | Освальдо Мура         |
| Н                |  | Роке Аваллай          |
| Н                |  | Мігель Морі           |
| Н                |  | Рауль Савой           |
| Головний тренер: |  |                       |
| Мануель Джудіче  |  |                       |

| В                |  | Джуліано Сарті    |
| З                |  | Тарчізіо Бурньїч  |
| З                |  | Джачінто Факкетті |
| З                |  | Джанфранко Бедін  |
| З                |  | Арістіде Гварнері |
| ПЗ               |  | Армандо Піккі     |
| ПЗ               |  | Сандро Маццола    |
| ПЗ               |  | Жаїр да Коста     |
| Н                |  | Хоакін Пейро      |
| Н                |  | Луїс Суарес       |
| Н                |  | Маріо Корсо       |
| Головний тренер: |  |                   |
| Еленіо Еррера    |  |                   |